# Alejandro Campos Rehbein
Alejandro Paulino Campos Rehbein (Santiago de Chile, 17 de agosto de 1938 - ibídem, 24 de enero de 2010) fue un oficial retirado de la Armada de Chile. Durante la dictadura militar integró la Dirección de Inteligencia Nacional (DINA).

## Rol en dictadura
Se desempeñó como agente del denominado Departamento Exterior de la DINA, que estaba a cargo del teniente coronel Arturo Ureta Sire, y donde también trabajaron José Octavio Zara Holger, Christoph Willike Floel, Ana María Rubio de la Cruz y Carmen Hidalgo.
Campos también fue miembro de la Sociedad Pedro Diet Lobos, pantalla comercial de la DINA para encubrir sus actividades tanto en Chile como en el exterior.